# Moor Gill
Der Moor Gill ist ein Wasserlauf im Lake District, Cumbria, England.
Der Moor Gill entsteht als Abfluss des Long Moss an dessen Nordostseite. Er fließt in nordöstlicher Richtung bis zu seiner Mündung in das Coniston Water am Moor Gill Foot.